# أندريه ليندبوي
أندريه ليندبوي (بالنرويجية: André Lindboe) مواليد 3 نوفمبر 1988 في تونسبيرغ، هو لاعب كرة يد نرويجي يلعب كجناح أيسر. مثل منتخب النرويج لكرة اليد.

## سجل المنافسة
شارك في البطولات التالية:
- بطولة أوروبا لكرة اليد للرجال 2014
- بطولة أوروبا لكرة اليد للرجال 2016

## روابط خارجية
- أندريه ليندبوي على موقع الاتحاد الأوروبي لكرة اليد (الإنجليزية)
- أندريه ليندبوي على موقع الاتحاد النرويجي لكرة اليد (النرويجية)